# Adventures of Carol
Adventures of Carol er en amerikansk stumfilm fra 1917 af Harley Knoles.

## Medvirkende
- Madge Evans som Carol Montgomery.
- George MacQuarrie som Montgomery.
- Rosina Henley som Mrs. Montgomery.
- Carl Axzelle som James.
- Nick Long Jr. som Beppo.